# Olympische Sommerspiele 2020/Segeln – 470er (Männer)
Die Segelregatta mit dem 470er der Männer bei den Olympischen Sommerspielen 2020 wurde vom 28. Juli bis 4. August 2021 vor dem Yachthafen Enoshima ausgetragen.

## Titelträger
| Olympiasieger | Šime Fantela / Igor Marenić   | Rio de Janeiro 2016 |
| Weltmeister   | Kevin Peponnet / Jeremie Mion | Aarhus 2018         |

## Zeitplan
| ● | Regatta | ● | Medal Race |

| Datum   | Juli    | Juli    | Juli    | Juli    | August | August | August | August |
| Datum   | 28. Mi. | 29. Do. | 30. Fr. | 31. Sa. | 1. So. | 2. Mo. | 3. Di. | 4. Mi. |
| ------- | ------- | ------- | ------- | ------- | ------ | ------ | ------ | ------ |
| Regatta | 1/2     | 3/4     | 5/6     | frei    | 7/8    | frei   | 9/10   | ●      |

## Ergebnisse
| - † = Streichergebnis - UFD = "U" flag disqualification - BFD = "Black" flag disqualification - RDG = Redress given (Anerkannte Abhilfe) - DNF= Did not finish (Rennen nicht beendet) - DSQ= Disqualifikation - OCS= On the course side of the starting line (Falsche Position bei Start) |

| Rang | Athleten                          | Nation             | Regatta | Regatta | Regatta | Regatta | Regatta | Regatta | Regatta | Regatta | Regatta | Regatta | Regatta | Punkte | Punkte                |
| Rang | Athleten                          | Nation             | I       | II      | III     | IV      | V       | VI      | VII     | VIII    | IX      | X       | MR      | Gesamt | Mit Streich- ergebnis |
| ---- | --------------------------------- | ------------------ | ------- | ------- | ------- | ------- | ------- | ------- | ------- | ------- | ------- | ------- | ------- | ------ | --------------------- |
| 1    | Mathew Belcher William Ryan       | Australien         | 2       | 5       | 1       | 1       | 4       | 3       | 2       | 1       | 2       | 8       | 2       | 31     | 23                    |
| 2    | Anton Dahlberg Fredrik Bergström  | Schweden           | 1       | 15      | 8       | 5       | 6       | 11      | 1       | 5       | 3       | 1       | 4       | 60     | 45                    |
| 3    | Jordi Xammar Nicolás Rodríguez    | Spanien            | 10      | 1       | 10      | 6       | 14      | 1       | 3       | 2       | 5       | 7       | 10      | 69     | 55                    |
| 4    | Paul Snow-Hansen Daniel Willcox   | Neuseeland         | 6       | 2       | 7       | 7       | 5       | 7       | 13      | 8       | 6       | 3       | 6       | 70     | 57                    |
| 5    | Luke Patience Chris Grube         | Großbritannien     | 3       | 8       | 2       | 4       | 10      | 5       | 9       | 6       | 7       | 10      | 16      | 70     | 70                    |
| 6    | Giacomo Ferrari Giulio Calabro    | Italien            | 9       | 9       | 12      | 9       | 9       | 4       | 14      | 3       | 10      | 2       | 14      | 95     | 81                    |
| 7    | Keiju Okada Jumpei Hokazono       | Japan              | 7       | 4       | 4       | 11      | 13      | 9       | 5       | 4       | 15      | 13      | 12      | 97     | 82                    |
| 8    | Panagiotis Mantis Pavlos Kagialis | Griechenland       | 5       | 6       | 3       | DSQ     | 15      | 12      | 8       | 7       | 4       | 6       | 18      | 104    | 84                    |
| 9    | Stuart McNay David Hughes         | Vereinigte Staaten | 8       | 12      | 9       | 10      | 8       | 8       | 7       | 9       | 8       | 11      | 8       | 98     | 86                    |
| 10   | Deniz Çinar Ates Çinar            | Türkei             | 11      | 14      | 5       | 3       | 2       | 10      | 17      | 13      | 11      | 4       | 20      | 110    | 93                    |
| 11   | Kevin Peponnet Jeremie Mion       | Frankreich         | 4       | 7       | 11      | 13      | 12      | 2       | 11      | 11      | 13      | 16      |         | 100    | 87                    |
| 12   | Pawel Sosykin Denis Gribanow      | ROC                | 14      | 13      | 6       | 12      | 16      | 6       | 6       | 10      | 9       | 12      |         | 104    | 90                    |
| 13   | Xu Zangjun Wang Yang              | China              | 15      | 11      | 13      | 8       | 11      | 14      | 4       | 15      | 14      | 5       |         | 110    | 95                    |
| 14   | Diogo Costa Pedro Costa           | Portugal           | 13      | 10      | 15      | 14      | 1       | 13      | 10      | 16      | 12      | 17      |         | 121    | 104                   |
| 15   | Park Gun-woo Cho Sung-min         | Südkorea           | 17      | 16      | 14      | 15      | 3       | 17      | 15      | 14      | 1       | 9       |         | 121    | 104                   |
| 16   | Henrique Haddad Bruno Bethlem     | Brasilien          | 16      | 3       | 17      | 2       | 18      | 19      | 12      | 17      | 16      | 15      |         | 137    | 118                   |
| 17   | Jacob Saunders Oliver Bone        | Kanada             | 12      | 17      | 16      | 16      | 7       | 15      | 16      | 12      | 17      | 14      |         | 142    | 125                   |
| 18   | Tyler Paige Adrian Hoesch         | Amerikanisch-Samoa | 18      | 19      | 18      | 17      | 17      | 16      | 19      | 18      | 18      | 18      |         | 178    | 159                   |
| 19   | Matias Montinho Paixão Afonso     | Angola             | DNF     | 18      | 19      | 18      | 19      | 18      | 18      | 19      | 19      | 19      |         | 187    | 167                   |